# Цистов гроб Α (Лете)
Цистов гроб Α (на гръцки: Τάφος Α) е древномакедонско погребално съоръжение, разположено в некропола на античния град Лете, в местността Дервент (Дервени) днес в Северна Гърция.

## Описание
Гробът е открит в 1962 година. Представлява цистов гроб, изграден от блокове порест камък в два реда изодомен градеж и покрит със сходни блокове. Вътрешността е измазана с бял хоросан, а в средата има гийоше от сини листа и плодове на червена основа, обграденис с жълта и синя лента.

## Находки
Остатъците от кремацията са били събрани в голям бронзов волутен кратер, около който има остатъци от плат. Той също така съдържа остатъците на златен венец от дъбови листа и фрагменти от втори венец с позлатени декоративни елементи. Открити са и голям брой медни и глинени съдове, сред които изпъква бронзов кратер и лебес, ойнохоета, ситули и патера, чиято излята дръжка завършва с овнешка глава, кипърска амфора, керамика с черна глазура, алабастрови и стъклени съдове. Уникални миниатюрни произведения на изкуството са фрагментите от женски фигури от дърво, както и позлатени бронзови листове във формата на щитове с изображение на Тетида с оръжията на Ахил и позлатени копчета с главата на Атина Партенос.
В остатъците от погребалната клада над гробницата са открити върхове и дръжки на копия, двойка бронзови наколенници, части от броня и карбонизираният Дервентски папирус с орфически текст.
Над гроба е разположена дървена конструкция с шест глинени дорийски капитали във формата на дорийски храм. Очите от слонова кост, открити в кладата показват наличие на глинени маски, изобразяващи хтоничните божества или покойниците - ритуал, известен от писмените източници и други погребения в Средиземноморието.